# Sergei Wladimirowitsch Konjagin
Sergei Wladimirowitsch Konjagin, russisch Серге́й Владимирович Конягин, englische Transkription Sergey Konyagin, (* 25. April 1957 in Saratow) ist ein russischer Mathematiker, der sich mit Analysis befasst.
Konjagin gewann 1972 und 1973 Goldmedaillen auf den Internationalen Mathematikolympiaden jeweils mit voller Punktzahl. Er studierte an der Lomonossow-Universität und wurde bei Sergei Borissowitsch Stetschkin promoviert (Näherungseigenschaften von Mengen in normierten linearen Räumen, Russisch). 1989 habilitierte er sich (russischer Doktortitel, mit der Dissertation: Die Darstellung von Funktionen durch trigonometrische Reihen (Russisch)). Er ist Professor an der Lomonossow-Universität und leitender Wissenschaftler am Steklow-Institut in Moskau.
Er befasst sich insbesondere mit harmonischer Analysis, Charakter-Summen mit Anwendungen in der analytischen Zahlentheorie, bester Approximation von Funktionen und mit Polynomen. 1981 bewies er eine Vermutung von John Edensor Littlewood über eine untere Schranke gemittelter Exponentialsummen.
1990 erhielt er den Salem-Preis. Er war 2006 Invited Speaker auf dem Internationalen Mathematikerkongress in Madrid (Almost everywhere convergence and divergence of Fourier series). 2012 wurde er Fellow der American Mathematical Society. Er wurde 2011 korrespondierendes und 2016 volles Mitglied der Russischen Akademie der Wissenschaften.

## Schriften
- On a problem of Littlewood. In: Mathematics of the USSR – Izvestija. Band 18, Nr. 2, 1981, S. 205–225[4]
- mit K. A. Sevastyanov: A bound, in terms of its volume, for the number of vertices of a convex polyhedron when the vertices have integer coordinate. In: Functional Analysis and its Applications. Band 18, Nr. 1, 1984, S. 11–13, doi:10.1007/BF01076356, (eine untere Grenze wurde zuerst von George Andrews 1963 abgeleitet).
- mit  Igor E. Shparlinski: Character sums with exponential functions and their applications (= Cambridge Tracts in Mathematics. 136).  Cambridge University Press, Cambridge u. a. 1999, ISBN 0-521-64263-9.
- mit Ben Green: On the Littlewood problem modulo a prime. In: Canadian Journal of Mathematics. Band 61, Nr. 1, 2009, S. 141–164, Arxiv.